# Rampla Juniors
Rampla Juniors Fútbol Club (normalt bare kendt som Rampla Juniors) er en uruguayansk fodboldklub fra hovedstaden Montevideo. Klubben spiller i landets bedste liga, Primera División Uruguaya, og har hjemmebane på Estadio Olímpico. Klubben blev grundlagt den 7. januar 1914, og har siden da vundet ét uruguayansk mesterskab.

## Titler
- Primera División Uruguaya (1): 1927

## Kendte spillere
- Juan Mujica
- William Martínez
- Enrique Ballestrero
- Antonio Alzamendi
- Rubén Paz
- Wilmar Cabrera
- Fernando Kanapkis
- Luis Ubiña
- Pedro Arispe
- Jorge Seré
- Domingo Pérez
- Héctor Salva

## Danske spillere
- Ingen